# Boj o moc (román)
Boj o moc je název knihy, jejímž autorem je americký spisovatel Howard Weinstein, patří k literatuře žánru science-fiction z fiktivního světa Star Trek. Svými postavami i dějem náleží k televiznímu seriálu Star Trek: Nová generace. Originál knihy, z něhož byl pořízen český překlad, má anglický název Star Trek The Next Generation Power Hungry a pochází z roku 1989. Kniha není zařazována do kánonu Star Treku.

## Obsah
V příbězích Nové generace je kosmická loď Enterprise cestující vesmírem v 24. století. Na její palubě žije tisíc lidí. Kapitánem lodi je Jean-Luc Picard, pomáhají mu na velitelském můstku první důstojník William Riker, android Dat, lodní poradkyně Deanna Troi, slepý poručík šéfinženýr Geordi La Forge a klingonský šéf bezpečnosti Worf.
V tomto ekologicky laděném příběhu mají důležitou roli mimořádný vyslanec Federace Undrun, vládce planety diktátor Stross, velitelka vzbouřenců na planetě Lessaandra.
Enterprise má z pověření Federace dopravit velkou zásilku potravin na strádající planetu Thiopa. Vedení planety nedlouho předtím přerušilo spolupráci s válečnickou civilizací Nuaranů, protože ti přispěli k vydrancování přírodních zdrojů planety. Nuarané se pokouší vládě škodit i nadále, dodávají zbraně vzbouřencům (ekologickým teroristům), napadnou i přilétající Enterprise.
Příběh objasňuje názory jak vládců planety, tak vzbouřenců, obojí shledávají jako nesmiřitelné a krajní. Planeta je zamořena odpady a hrozí jí hladomor. Během průzkumů výsadkem je Riker zajat, dochází k menším ozbrojeným střetům, dozvídáme se historii národa i příčiny rychlého ničení přírody planety. Nakonec Picard předá polovinu potravin vládě, druhou povstalcům a věren politice nevměšování odlétá, aby nechal další vývoj na zdevastované Thiopě samočinnému společenskému vývoji.

## České vydání knihy
Do češtiny knihu přeložila Klára Kučerová v roce 2001 a vydalo ji nakladatelství Laser-books z Plzně. Je to drobná brožura s tmavou obálkou, na titulní straně mimo titulek označená číslicí 6 (šestá v číslované řadě knih Nové generace) a doplněná portrétem Rikera na pozadí planety. V edici SF Laseru je svazkem č.107.